# Neotoxura angustifrons
Neotoxura angustifrons är en tvåvingeart som först beskrevs av Friedrich Georg Hendel 1914.  Neotoxura angustifrons ingår i släktet Neotoxura och familjen Pyrgotidae. Inga underarter finns listade i Catalogue of Life.